# Francis Xavier McCloskey
Francis Xavier McCloskey (ur. 12 czerwca 1939 w Filadelfii w Pensylwanii, zm. 2 listopada 2003 w Bloomington w Indianie) – amerykański polityk i prawnik, członek Partii Demokratycznej.
W latach 1972–1982 był burmistrzem miasta Bloomington w Indianie. W latach 1985–1995 był przedstawicielem stanu Indiana w Izbie Reprezentantów Stanów Zjednoczonych z ósmego okręgu wyborczego w tym stanie.
Po śmierci jego ciało pochowano na Narodowym Cmentarzu w Arlington.